# Louder (альбом Лии Мишель)
Louder (с англ. — «Громче») — дебютный студийный альбом американской исполнительницы Лии Мишель. Релиз альбома состоялся 28 февраля 2014 года на лейбле Columbia Records. Релиз лид-сингла под названием «Cannonball» состоялся 10 декабря 2013 года. В качестве ведущего автора данной композиции выступила певица Сия. Мишель сотрудничала со многими авторами песен и продюсерами альбома, включая Stargate и The Monsters and The Strangerz, оба из которых ранее работали с такими известными исполнителями, как Рианна и Деми Ловато. Ведущими музыкальными жанрами альбома являются Pop, Power pop и EDM. В лирическом плане, альбом повествует о силе и возможностях, романтических отношениях и потере любви.
Louder получил смешанные отзывы от критиков. Многие называли его материал устаревшим и сравнивали с альбомами других поп-певцов, таких как Кэти Перри и Селин Дион. Однако, вокальное исполнение Лии получило положительные отзывы. В США альбом был продан тиражом более 62 000 копий в первую неделю, дебютировав под № 4 в чарте Billboard 200, в категории «Альбомы». В Великобритании, альбом дебютировал под № 16 в UK Albums Chart. В Канаде, альбом также достиг 4-го места в первую неделю релиза. Помимо первого сингла «Cannonball», в поддержку альбома было выпущено 4 промосингла. Авторами песен, которые работали над альбомом, помимо Сии, являются Кристина Перри и номинированная на премию «Академии лирики» Энн Прэвэн.

## Создание и запись альбома
В сентябре 2012 года появилась информация о том, что Лиа подписала контракт на выпуск её дебютного студийного альбома. Запись альбома началась в следующем месяце, 19 октября 2012 года. Вскоре в процессе записи Мишель заявила, что это будет «довольно медленный процесс» и что музыкальное направление, которое она выбрала, будет больше «поп/рок», а не под влиянием Бродвея, что от неё поклонники привыкли слышать ранее. Лиа сотрудничала с рядом крупных музыкальных фигур, в том числе продюсерами The Monsters и The Strangerz, Stargate, Kuk Harrell, Colin Munroe и Chris Braide. Записывать вокал Лиа закончила в июне 2013 года и дату релиза альбома назначили на конец 2013 года, однако, в июле 2013 года у Лии погиб парень, поэтому релиз был перенесён на март 2014 года.
Авторами песен выступили известные люди, такие как австралийская певица Сия Ферлер, американская певица Кристина Перри, Бонни МакКи, а также номинированная на премию «Оскар» Энн Прэвэн. Ферлер написал 4 трека, которые представлены в альбоме, в том числе хит «Cannonball» и «If You Say So», последний из которых был написан в соавторстве с самой Мишель. Большинство песен в альбоме относятся к жанрам Поп, Дэнс-поп и Пауэр-поп, смешанными с некоторыми традиционными поп-балладами, включая «If You Say So» и «Battlefield». Перед выпуском лид-сингла «Cannonball» Лиа заявила: «Я просто почувствовала, что „Cannonball“ была идеальной первой песней для людей, которые услышали эту запись. Это просто объясняет, что я сейчас чувствую, и это была такая особенная и вдохновляющая песня для меня». Второй сингл «On My Way» был выпущен 4 мая 2014 года.

## Влияние
Мишель рассказала, что при создании альбома она вдохновлялась такими исполнителями как Кэти Перри, Леди Гага и Келли Кларксон. В интервью для Billboard, рассказывая о Louder, Лиа сказала, что такие исполнители, как Тейлор Свифт и Майли Сайрус также были источниками вдохновения. Была информация, что Мишель и её команда сознательно решили взять за основу альбома «большую, яркую, гимническую поп-тему», «помесь Evanescence и Келли Кларксон без намёка на шоу».

## Продвижение

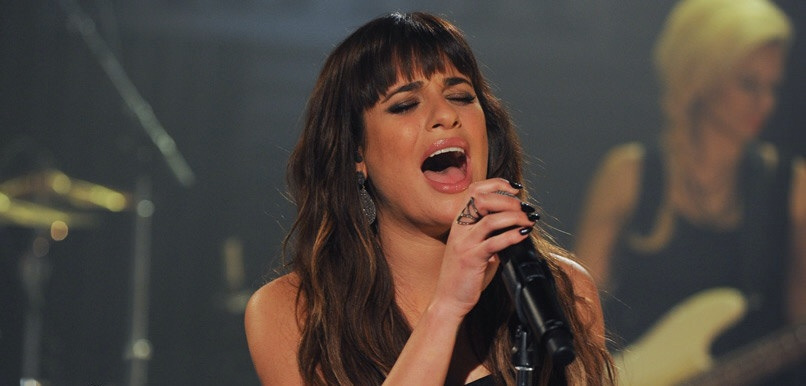
Лиа Мишель исполняет песни из альбома Louder на Walmart Soundcheck в мае 2014 года

Лид-сингл альбома, «Cannonball», был выпущен в большинстве стран мира 10 декабря 2013 года, а релиз в Великобритании состоялся 9 марта 2014 года. Трек-лист альбома был представлен 8 декабря 2013 года на страницах Лии в Instagram и Twitter. «Empty Handed» была написана Кристиной Перри, а «If You Say So» была написана австралийской певицей Сией Ферлер в соавторстве с самой Лией. Нью-Йоркская радиостанция WHTZ сообщила через свою страницу в Twitter, что 10 декабря 2013 года Мишель дебютирует с новой песней на утреннем шоу Элвиса Дюрана. 12 декабря 2013 года на шоу Эллен Дедженерес состоялось первое живое выступление Лии с синглом «Cannonball». А 19 декабря 2013 года она исполнила «Cannonball» в прямом эфире на финале 3 сезона X Factor USA.
27 декабря 2013 года, второй трек из альбома под названием «Battlefield» (написан в соавторстве с Сией Ферлер и Ларри Голдингс) был выпущен исключительно для интернет ресурса. 28 декабря 2013 года трек был доступен для мгновенной загрузки в iTunes. В Ирландии, песня дебютировала под #55. Во Франции, достигла #117. 13 января 2014 года на сайте Billboard состоялась премьера одноимённой песни из альбома «Louder» (авторами трека выступили Энн Прэвэн, Джейдэн Майклс и Колин Мунро) за день до официального релиза в iTunes. «Louder» достиг #111 в США, #18 в чарте US Heatseekers, #64 в канадском одиночном чарте, а также #46 и #47 во Франции и Испании.
28 января 2014 года, за день до релиза в iTunes состоялся релиз трека «What Is Love?». В Канаде, «What Is Love?» дебютировал с 99-й строчки. Песня также достигла 45-го места в испанском чарте синглов и дебютировала на 55-м месте во Франции. Четвёртый промосингл «You’re Mine», был выпущен в iTunes 11 февраля 2014 года. Песня заняла 112 место в американском чарте Billboard Hot 100, 83-е в канадском чарте синглов и 47-е во французском чарте синглов. Помимо этого, песня также достигла 24 места в чарте US Heatseekers. После выхода альбома, Лиа провела автограф сессию на CD в нескольких городах США, включая Нью-Йорк, Сан-Диего, Парамес и Лос-Анджелес. 19 марта 2014 года Мишель исполнила свой второй сингл «On My Way» на шоу Эллен Дедженерес, после окончания интервью.
Лиа исполнила треки «Cannonball», «Battlefield» и «You’re Mine» из альбома Louder в своем мини-туре «Интимный вечер с Лиа Мишель», в поддержку второго студийного альбома Places.

## Песни
Сингл «Cannonball» был написан австралийской певицей и автором песен Сией Ферлер. Изначально, эта песня не была предназначена для Лии Мишель; она была отдана ей через месяц, после смерти её бойфренда, и у неё образовалась мгновенная связь с текстом данной песни, потому что они инкапсулировали её чувства в тот момент. Мишель заявила: «Я просто почувствовала, что „Cannonball“ была идеальной первой песней для людей, которые услышали эту запись. Это просто объясняет, что я сейчас чувствую, и это была такая особенная и вдохновляющая песня для меня. В тот момент, когда я услышала её, у меня словно образовалась полная связь с ней. Для меня, это была моя сила. Я слушаю её каждый день. Я знаю, что это было привнесено в мою жизнь не просто так. Это действительно было так полезно для меня, и я надеюсь, что это то же самое для других людей, как и для меня.» Из-за этого, Ферлер отдала Лии эту песню. Так же, Ферлер написала песню «Battlefield» специально для Мишель и стала соавтором песни «If You Say So», которая была посвящена памяти Кори Монтейта, партнеру Лии по сериалу Хор, а также её парню, который скончался в июле 2013 года.
Говоря о заглавном треке с Louder, Мишель пояснила: «Это песня, которую, несмотря ни на что, я могу слушать в своей машине с опущенными окнами. Я чувствую, что она полностью раскрывает мой голос как певицы, что очень важно для меня, потому что это то, что я люблю делать. Я хочу, чтобы каждая песня в моем альбоме была веселой и приятной, но также, что бы вы слышали мой голос в них.» Мишель также заявила: «Я не хотела искать песни, ради которых мне пришлось бы менять себя. Я хотел найти песни, которые подчеркивали бы мой звук и были уникальны для меня. Я не хотел подходить ни под какую форму. Я хотел, чтобы это было что-то, что не удалось повторить никому. Для меня было важно, чтобы альбом начинался с „Cannonball“ и заканчивался „If You Say So“. Я должна признаться и рассказать всему миру, через что я прошла в этом году. Это было действительно трудно. Большинство моих мыслей и чувств представлены в песне „If You Say So“, а песня „Cannonball“ представляет собой поиск силы и надежды. Это две стороны на данном этапе моей жизни. Горе, но также поиск силы и надежды. Я очень хотела, чтобы эти две песни вошли в альбом. Пусть все знают, что я ощущаю.»

## Синглы
Cannonball — был выпущен в качестве лид-сингла альбома 10 декабря 2013 года. Мишель бросила вызов своим поклонникам, чтобы разблокировать обложку альбома, чирикнув хэштег: #LeaMicheleLouder. После того, как обложка была доступна, Лиа представила поклонникам тизер песни. «Cannonball» достиг 22 места в чарте цифровых песен Billboard и дебютировал под номером 75 на Hot 100 в Соединенных Штатах, продав более 51 000 копий в первую неделю только через цифровые загрузки. Мишель организовала ряд телевизионных выступлений для продвижения трека. Она исполнила песню на шоу Эллен Дедженерес и X Factor USA во время недели релиза сингла.
On My Way — был выпущен в качестве второго международного сингла в поддержку альбома 4 мая 2014 года. Песня дебютировала в канадском сингл-чарт под #85 и достигла 45 позиции в сингл-чартах Франции и Испании. Мишель исполнила песню на шоу Эллен Дедженерес 19 марта 2014 года, после того, как объявила на своей страничке в Twitter, что она будет представлена в качестве второго официального сингла.

## Критика
Альбом получил смешанные отзывы от музыкальных критиков. По данным Review Aggregator Metacritic, альбом имеет оценку 48/100 на основе 8 отзывов, что указывает на «смешанные или средние отзывы». На другом сайте агрегатора, альбом года, он занимает 4-ю позицию в списке худших рассмотренных альбомов 2014 года. Стивен Томас Эрлевайн из AllMusic дал альбому 2,5 звезды из 5, сказав, что «Мишель не является естественной поп-звездой. Это было так только в 2009 году [когда она снималась в сериале Хор в роли Рэйчел Берри], и это прояснилось в 2014 году.»
Майк Айерс из Billboard дал в основном положительный отзыв, сказав: "Лирически, Louder довольно однотипный, поскольку она часто поет об опасностях отношений, снова и снова, так, как мы все слышали много раз одно и то же. Тем не менее, это солидное усилие, которое показывает, что она зарекомендовала себя как добросовестный поп-исполнитель. Сара Родман из Boston Globe тоже дала альбому в основном положительный отзыв, написав: "Ветеран Бродвея подстраивает свое сильное сопрано через прыгучие танцевальные ритмы парящих балладах и поп-мелодиях midtempo и выстраивает грани по типу исполнения между Кэти Перри и Селин Дион. Кайл Андерсон из Entertainment Weekly дал альбому B-, написав: «Трудно злиться на Louder, потому что это так восхитительно и любовно обработано. Нет ничего плохого в дебюте Лии Мишель, и это самая большая проблема. В то время как альбом хорошо и изысканно выполнен, ему не хватает висцерального „ууууух“, который определяет пропасть между суперзвездами и остальной частью топ-40 чартовцев».
В USA Today Джерри Шрайвер оценил альбом в 2,5 звезды из 4, заявив, что более мягкий подход был бы лучше. Он добавил, что песня «Battlefield» указывает на более перспективное направление. Кевин Макфарланд из A.V. Club дал C-рейтинг, написав: Louder — дебютный сольный альбом Лии Мишель под своим собственным именем, показывает её отличительный талант вокалиста. Но запись построена в неудачной стилистической неопределенности между веселой, молодой и зрелой Мишель одновременно". Джим Фарбер из New York Daily News наградил альбом двумя звездами. Он критиковал: «Мишель не столько поет, сколько трубит, как слон, жаждущий атаки. В её голосе больше потребности, чем уязвимости, больше гнева, чем понимания». Кристофер Р. Вайнгартен из Rolling Stone также дал отрицательный отзыв, заявив: «Этот альбом с датированными инста-гимнами EDM-Pop и полувзводными басовыми каплями, вероятно, не поможет Мишель. В песнях о взлетах и падениях любви есть несколько запоминающихся текстов („мое сердце слишком пьяно, чтобы водить“), но их недостаточно.»
Похвалы
27 мая 2014 года Louder был номинирован на премии «2014 World Music Awards», которая проходила в Монако в номинации «Лучший мировой альбом».

## Коммерческий успех
В Соединенных Штатах Louder дебютировал под номером 4 на Billboard 200 с тиражом в 62 171 копий, проданных в первую неделю. По состоянию на январь 2017 года, было продано 110 000 копий только в Соединенных Штатах.

## Список композиций
| №                   | Название            | Автор(ы)                                                                                      | Продюсеры                                    | Длительность |
| ------------------- | ------------------- | --------------------------------------------------------------------------------------------- | -------------------------------------------- | ------------ |
| 1.                  | «Cannonball»        | Sia Furler Tor Erik Hermansen Mikkel Storleer Eriksen Benjamin Levin                          | Stargate Benny Blanco                        | 3:35         |
| 2.                  | «On My Way»         | Alexandra Tamposi Marcus Lomax Jordan Johnson Stefan Johnson Clarence Coffee Fernando Garibay | Monsters & Strangerz Kuk Harrell             | 3:45         |
| 3.                  | «Burn With You»     | Chantal Kreviazuk Nasri Atweh Adam Messinger Nolan Lambroza                                   | The Messengers Sir Nolan                     | 3:38         |
| 4.                  | «Battlefield»       | Sia Furler Larry Goldings                                                                     | Josh Abraham Oligee Scott Cutler Anne Preven | 4:18         |
| 5.                  | «You're Mine»       | Sia Furler Christopher Braide Leslie Bricusse John Barry                                      | Braide Harrell                               | 3:38         |
| 6.                  | «Thousand Needles»  | Sia Furler Tove Nilsson Ali Payami                                                            | Payami Harrell                               | 3:24         |
| 7.                  | «Louder»            | Sia Furler Colin Munroe Jaden Michaels Anne Preven                                            | Munroe Sean Walsh Preven                     | 3:50         |
| 8.                  | «Cue The Rain»      | Matt Radosevich Felicia Barton Anne Preven Lea Michele                                        | Matt Rad Preven                              | 3:59         |
| 9.                  | «Don't Let Go»      | Matt Radosevich Barton Anne Preven                                                            | Matt Rad Preven Cory Enemy                   | 3:16         |
| 10.                 | «Empty Handed»      | John Shanks Christina Perri David Hodges                                                      | Hodges Shanks Preven                         | 4:51         |
| 11.                 | «If You Say So»     | Sia Furler Christopher Braide Lea Michele                                                     | Braide Preven                                | 4:15         |
| Общая длительность: | Общая длительность: | Общая длительность:                                                                           | Общая длительность:                          | 42:29        |

| №                   | Название            | Автор(ы)            | Продюсеры           | Длительность |
| ------------------- | ------------------- | ------------------- | ------------------- | ------------ |
| 12.                 | «To Find You»       | Bonnie McKee        | Greg Wells Preven   | 4:19         |
| Общая длительность: | Общая длительность: | Общая длительность: | Общая длительность: | 46:48        |

| №                   | Название            | Автор(ы)                                     | Длительность |
| ------------------- | ------------------- | -------------------------------------------- | ------------ |
| 12.                 | «What Is Love?»     | Brittany Scriven John Lock                   | 3:25         |
| 13.                 | «Gone Tonight»      | Michele Preven Barton CJ Baran Drew Lawrence | 3:33         |
| 14.                 | «The Bells»         | Preven Cutler                                | 3:44         |
| Общая длительность: | Общая длительность: | Общая длительность:                          | 53:11        |

Позаимствованные семплы
- В треке «You’re Mine» присутствует семпл песни «You Only Live Twice» исполнителей Leslie Bricusse & John Barry.

## Команда, работавшая над альбомом
Адаптировано с AllMusic.
Исполнители
| - Lea Michele — вокал / основной исполнитель - Felicia Barton — бэк-вокал - Sia Furler — бэк-вокал - Deanna Bombchica — бэк-вокал | - David Hodges — бэк-вокал - Jaden Michaels — бэк-вокал - Chantal Kreviazuk — бэк-вокал - Chris Braide — бэк-вокал |

Креативщики и менеджмент
| - Dave Bett — креативный директор - Andrew Luftman — координатор продакшна - Cindi Peters — координатор продакшна - Scott «Yarmov» Yarmovsky — координатор продакшна - Melanie Inglessis — визажист | - Maria Egan — A&R - Gelareh Rouzbehani — A&R - Anita Marisa Boriboon — арт-директор / дизайнер - Peggy Sirota — фотограф - Mark Townsend — парикмахер |

Технический персонал
- Anne Preven — продюсер / вокальный продюсер
- Benny Blanco — саунд-продюсер / программист / продюсер
- Colin Munroe — инженер / продюсер
- Nasri Atweh — вокальный инженер / продюсер
- Larry Goldings — фортепиано
- Kuk Harrell — вокальный продюсер
- Delbert Bowers — сведение
- Emerson Day — инженер
- Josh Abraham — исполнительный продюсер
- Oliver «Oligee» Goldstein — продюсер
- Tim Blacksmith — исполнительный продюсер
- Danny D. — исполнительный продюсер
- Scott Cutler — исполнительный продюсер / продюсер
- Cory Enemy — продюсер
- Stargate — инженер, саунд-продюсер, программист, продюсер
- David Hodges — фортепиано / программист / продюсер
- John Shanks — инженер / гитара / программист / продюсер
- Sir Nolan — саунд-продюсер, продюсер
- Jaycen Joshua — сведение
- Stefan Johnson — вокальное редактирование
- Justin Hergett — ассистент по сведению
- Ryan Kaul — ассистент по сведению
- Paul Lamalfa — инженер
- Ali Payami — инженер / клавишные / программист / струнные / продюсер
- Chris Braide — инженер / освещение / бас-гитара / электро-гитара / клавишные / фортепиано / программист / струнные аранжировки / синтезатор / продюсер
- Matt Rad — бассы / программист / инженер / гитара / клавишные / продюсер
- Manny Marroquin — сведение
- Tony Maserati — сведение
- Chris Galland — ассистент по сведению
- The Monsters and the Strangerz — продюсер
- Adam Messinger — саунд-продюсер / вокальный инженер / продюсер
- Oliver Kraus — струнные аранжировки
- Vaughn Oliver — программист
- Daniela Rivera — ассистент по сведению
- Phil Tan — сведение
- Chris Gehringer — мастеринг
- Cory Nitta — программирование ударных / клавишные
- Chris Sclafani — помощник инженера
- Jaime Sickora — инженер
- Pat Thrall — инженер
- Sean Walsh — инженер / вокальный инженер / продюсер
- Ryan Williams — инженер / вокальный инженер

## История релиза
| Страна         | Дата            | Издание                | Формат                      | Лейбл            | Инф         |
| -------------- | --------------- | ---------------------- | --------------------------- | ---------------- | ----------- |
| Германия       | 28 февраля 2014 | Делюкс                 | Цифровая дистрибуция        | Columbia Records | [ 1 ]       |
| Канада         | 4 марта 2014    | - Стандартное - Делюкс | - CD - Цифровая дистрибуция | Columbia Records | [ 2 ] [ 3 ] |
| США            | 4 марта 2014    | - Стандартное - Делюкс | - CD - Цифровая дистрибуция | Columbia Records | [ 4 ] [ 5 ] |
| Бразилия       | 4 марта 2014    | - Стандартное - Делюкс | - CD - Цифровая дистрибуция | Columbia Records | [ 6 ]       |
| Италия         | 4 марта 2014    | - Стандартное - Делюкс | - CD - Цифровая дистрибуция | Columbia Records | [ 7 ]       |
| Япония         | 17 марта 2014   | - Стандартное - Делюкс | - CD - Цифровая дистрибуция | Columbia Records | [ 8 ] [ 9 ] |
| Великобритания | 17 марта 2014   | - Стандартное          | - CD - Цифровая дистрибуция | Columbia Records | [ 10 ]      |

## Чарты
| Чарт (2014)                         | Позиция |
| ----------------------------------- | ------- |
| Австралия (ARIA)                    | 4       |
| Австрия (Ö3 Austria)                | 25      |
| Бельгия/Фландрия (Ultratop)         | 15      |
| Бельгия/Валлония (Ultratop)         | 22      |
| Канада (Canadian Albums Chart)      | 4       |
| Дания (Hitlisten)                   | 17      |
| Нидерланды (Album Top 100)          | 15      |
| Финляндия (Suomen virallinen lista) | 37      |
| Франция (SNEP)                      | 15      |
| Германия (Offizielle Top 100)       | 44      |
| Ирландия (IRMA)                     | 11      |
| Италия (Classifica album)           | 8       |
| Япония (Oricon)                     | 29      |
| Новая Зеландия (RMNZ)               | 6       |
| Норвегия (VG-lista)                 | 10      |
| Шотландия (Scottish Albums Chart)   | 13      |
| Испания (PROMUSICAE)                | 7       |
| Швейцария (Schweizer Hitparade)     | 18      |
| Великобритания (UK Albums Chart)    | 16      |
| США (Billboard 200)                 | 4       |